# Ismael Santos
Ismael Fabián Santos Rodríguez, plus couramment appelé Isma Santos, né le 26 avril 1972 à Ourense, est un ancien joueur professionnel espagnol de basket-ball.

## Clubs successifs
- 1989-1991 :  Real Madrid Baloncesto (Liga ACB)
- 1991-1992 :  CB Guadalajara (Primera Division de Baloncesto)
- 1992-1999 :  Real Madrid Baloncesto (Liga ACB)[3]
- 1999-2001 :  Benetton Trévise (LegA)
- 2001-2002 :  Dafni Athènes (HEBA)
- 2002-2003 :  Aironi Novara (LegA)

### Équipe nationale
- 6 matches avec l'équipe d'Espagne de basket-ball.